# Campionati svizzeri di sci alpino 1998
I Campionati svizzeri di sci alpino 1998 si svolsero a Obersaxen dal 21 al 29 marzo. Il programma incluse gare di discesa libera, supergigante, slalom gigante, slalom speciale e combinata, sia maschili sia femminili.
Oltre agli sciatori svizzeri, poterono concorrere al titolo anche gli sciatori di nazionalità liechtensteinese, mentre gli atleti delle altre federazioni, pur prendendo parte alle competizioni, potevano ottenere solo prestazioni valide ai fini del punteggio FIS.

## Risultati

### Uomini

#### Discesa libera
| Pos. | Atleta              | Nazione       | Tempo   |
| ---- | ------------------- | ------------- | ------- |
| 1    | Didier Cuche        | Svizzera      | 1:52,68 |
| 2    | Silvano Beltrametti | Svizzera      | 1:53,14 |
| 3    | Ambrosi Hoffmann    | Svizzera      | 1:53,61 |
| 4    | Markus Herrmann     | Svizzera      | 1:53,30 |
| 5    | Franco Cavegn       | Svizzera      | 1:53,46 |
| 6    | Claudio Collenberg  | Svizzera      | 1:53,60 |
| 7    | Bruno Kernen        | Svizzera      | 1:53,72 |
| 8    | Jürgen Hasler       | Liechtenstein | 1:53,97 |
| 9    | René Stössel        | Svizzera      | 1:54,13 |
| 10   | Jürg Grünenfelder   | Svizzera      | 1:54,22 |
| 10   | Konrad Hari         | Svizzera      | 1:54,22 |

Data: 25 marzo

#### Supergigante
| Pos. | Atleta              | Nazione       | Tempo   |
| ---- | ------------------- | ------------- | ------- |
| 1    | Didier Cuche        | Svizzera      | 1:31,78 |
| 2    | Silvano Beltrametti | Svizzera      | 1:32,32 |
| 3    | Steve Locher        | Svizzera      | 1:32,33 |
| 4    | Franco Cavegn       | Svizzera      | 1:32,44 |
| 5    | Ambrosi Hoffmann    | Svizzera      | 1:32,45 |
| 6    | Jürg Grünenfelder   | Svizzera      | 1:32,48 |
| 7    | Yasuyuki Takishita  | Giappone      | 1:32,71 |
| 8    | Dave Stoll          | Svizzera      | 1:32,77 |
| 9    | Heinrich Rupp       | Svizzera      | 1:32,84 |
| 10   | Jürgen Hasler       | Liechtenstein | 1:32,86 |

Data: 27 marzo

#### Slalom gigante
| Pos. | Atleta               | Nazione       | Tempo   |
| ---- | -------------------- | ------------- | ------- |
| 1    | Steve Locher         | Svizzera      | 2:47,87 |
| 2    | Urs Kälin            | Svizzera      | 2:47,99 |
| 3    | Marco Büchel         | Liechtenstein | 2:48,15 |
| 3    | Michael von Grünigen | Svizzera      | 2:48,15 |
| 5    | Paul Accola          | Svizzera      | 2:48,66 |
| 6    | Jürg Grünenfelder    | Svizzera      | 2:48,77 |
| 7    | Thomas Lödler        | Croazia       | 2:48,78 |
| 8    | Tobias Barnerssoi    | Germania      | 2:48,99 |
| 9    | Kilian Albrecht      | Austria       | 2:49,21 |
| 10   | Didier Défago        | Svizzera      | 2:49,41 |

Data: 28 marzo

#### Slalom speciale
| Pos. | Atleta          | Nazione       | Tempo   |
| ---- | --------------- | ------------- | ------- |
| 1    | Paul Accola     | Svizzera      | 1:41,60 |
| 2    | Roger Zweifel   | Svizzera      | 1:42,74 |
| 3    | Köbi Wyssen     | Svizzera      | 1:42,77 |
| 4    | Urs Imboden     | Svizzera      | 1:42,95 |
| 5    | Ronald Stampfer | Austria       | 1:43,28 |
| 6    | Bruno Kernen    | Svizzera      | 1:43,40 |
| 7    | Marco Casanova  | Svizzera      | 1:43,59 |
| 8    | Didier Défago   | Svizzera      | 1:44,77 |
| 9    | Markus Good     | Svizzera      | 1:45,71 |
| 10   | Markus Ganahl   | Liechtenstein | 1:46,18 |

Data: 29 marzo

#### Combinata
| Pos. | Atleta      | Nazione  |
| ---- | ----------- | -------- |
| 1    | Paul Accola | Svizzera |
| 2    | ?           | ?        |
| 3    | ?           | ?        |

### Donne

#### Discesa libera
| Pos. | Atleta              | Nazione  | Tempo   |
| ---- | ------------------- | -------- | ------- |
| 1    | Sylviane Berthod    | Svizzera | 1:43,84 |
| 2    | Heidi Zurbriggen    | Svizzera | 1:44,65 |
| 3    | Janica Kostelić     | Croazia  | 1:44,73 |
| 4    | Céline Dätwyler     | Svizzera | 1:45,76 |
| 5    | Jeanette Collenberg | Svizzera | 1:45,80 |
| 6    | Linda Alpiger       | Svizzera | 1:45,93 |
| 7    | Catherine Borghi    | Svizzera | 1:45,96 |
| 8    | Tamara Müller       | Svizzera | 1:46,03 |
| 9    | Ines Zenhäusern     | Svizzera | 1:46,21 |
| 10   | Irene Aggeler       | Svizzera | 1:46,27 |
| 10   | Monika Tschirky     | Svizzera | 1:46,27 |

Data: 25 marzo

#### Supergigante
| Pos. | Atleta              | Nazione  | Tempo   |
| ---- | ------------------- | -------- | ------- |
| 1    | Corinne Rey-Bellet  | Svizzera | 1:35,76 |
| 2    | Janica Kostelić     | Croazia  | 1:36,09 |
| 3    | Heidi Zurbriggen    | Svizzera | 1:36,17 |
| 4    | Sylviane Berthod    | Svizzera | 1:36,54 |
| 5    | Catherine Borghi    | Svizzera | 1:36,62 |
| 6    | Monika Tschirky     | Svizzera | 1:36,75 |
| 7    | Ella Alpiger        | Svizzera | 1:37,42 |
| 8    | Corinne Imlig       | Svizzera | 1:37,49 |
| 9    | Céline Dätwyler     | Svizzera | 1:37,71 |
| 10   | Jeanette Collenberg | Svizzera | 1:37,84 |

Data: 27 marzo

#### Slalom gigante
| Pos. | Atleta              | Nazione  | Tempo   |
| ---- | ------------------- | -------- | ------- |
| 1    | Sylviane Berthod    | Svizzera | 2:58,65 |
| 2    | Karin Roten         | Svizzera | 2:59,18 |
| 3    | Sonja Nef           | Svizzera | 3:00,41 |
| 4    | Janica Kostelić     | Croazia  | 3:01,01 |
| 5    | Monika Tschirky     | Svizzera | 3:01,73 |
| 6    | Catherine Borghi    | Svizzera | 3:01,77 |
| 7    | Ruth Kündig         | Svizzera | 3:02,14 |
| 8    | Lea Nadig           | Svizzera | 3:02,34 |
| 9    | Jeanette Collenberg | Svizzera | 3:02,66 |
| 10   | Sibylle Murer       | Svizzera | 3:03,01 |

Data: 21 marzo

#### Slalom speciale
| Pos. | Atleta            | Nazione   | Tempo   |
| ---- | ----------------- | --------- | ------- |
| 1    | Karin Roten       | Svizzera  | 1:45,13 |
| 2    | Martina Accola    | Svizzera  | 1:46,77 |
| 3    | Kathrin Nikolussi | Australia | 1:48,13 |
| 4    | Ana Galindo       | Spagna    | 1:48,25 |
| 5    | Catherine Borghi  | Svizzera  | 1:48,36 |
| 6    | María José Rienda | Spagna    | 1:48,37 |
| 7    | Corina Hossmann   | Svizzera  | 1:48,77 |
| 8    | Claudia Däpp      | Svizzera  | 1:48,82 |
| 9    | Tamara Müller     | Svizzera  | 1:48,90 |
| 10   | Janica Kostelić   | Croazia   | 1:48,94 |

Data: 22 marzo

#### Combinata
| Pos. | Atleta           | Nazione  |
| ---- | ---------------- | -------- |
| 1    | Sylviane Berthod | Svizzera |
| 2    | ?                | ?        |
| 3    | ?                | ?        |